# Centre International de Recherches sur l'Anarchisme
El Centre international de recherches sur l'anarchisme, o CIRA (en español, Centro internacional de investigaciones sobre el anarquismo), con sede en la ciudad de Lausana, cantón de Vaud, (Suiza francófona) y fundado en 1957, es un centro de estudios y de documentación sobre el movimiento y las ideas anarquistas de todo el mundo y en un gran número de idiomas. 
Desde su nacimiento, CIRA se planteó ser la memoria del movimiento anarquista internacional, sin interferir en las querellas de la gran familia internacional anarquista.

## Documentación
Consta de libros, folletos, periódicos, trabajos universitarios, manuscritos, dossieres de archivos. La biblioteca archiva imágenes de fotografías, postales, carteles, reproducciones de obras de arte, películas, documentales, cortometrajes y grabaciones sonoras; el material audiovisual está disponible en discos, casetes audio y vídeo (Disc, DVD, CDisc, CDRom, CVid, CAudio). Tiene publicaciones desde 1848 y videos desde 1903.

## Servicios
El CIRA recoge, conserva y pone a disposición del público en general una colección de obras, publicaciones periódicas y documentos relativos al movimiento, historia e ideas anarquistas. Su catálogo puede ser consultado on-line. 
Es una asociación constituida en virtud de los artículos 60 y siguientes del Código civil suizo. Un comité internacional supervisa su actividad y un comité local se ocupa de la gestión ordinaria, con los trabajadores voluntarios. La biblioteca se halla en Lausana, en el barrio de los hospitales (avenue de Beaumont, 24), en un marco verde, donde tiene un local de 130 metros cuadrados en dos plantas.
El CIRA está reconocido como entidad de utilidad pública (por lo tanto, no paga ni impuestos ni derechos de sucesión), pero no recibe ninguna ayuda o subvención pública directa. Su financiación ordinaria procede de las cotizaciones de los socios. También se admiten otras donaciones y de ayudas puntuales. No hay presupuesto para adquisiciones: las publicaciones periódicas actuales proceden de sus editores, las obras o documentos de los editores, de los autores, de organizaciones o de amigos. Publica un boletín anual sobre actualización de material, coloquios y otros centros de investigación. También organiza conferencias.
También envían documentos (libros y folletos) por correo a quien lo solicite, cobrando gastos de envío; documentos raros o antiguos, periódicos, así como el material audiovisual está excluidos de préstamo.

## Historia
Fue en 1957 que comenzó la CIRA, cuando un objetor italiano exiliado en Ginebra, Pietro Ferrua, une los primeros archivos, libros y documentos del grupo de "du Réveil du Luigi Bertoni". Fundó el "Centro Internacional de Ginebra para la Investigación sobre el anarquismo". Hasta 1963, el año de su expulsión, trabajó con Marie-Christine MikhaÏlo, que organizaba la biblioteca con su hija. El CIRA se instaló en Lausana en 1990. En todo su tiempo de existencia ha multiplicado contactos y las generaciones de visitantes se han sucedido.
Desde ese año, la biblioteca se encuentra en una casa antigua en Lausana, un lugar rodeado de cedros centenarios, gracias a la generosidad de Marie-Christine de poner una parte de la casa a disposición del CIRA. En 2007 los encargados del centro organizaron una campaña para comprar la tierra de CIRA para poder permanecer y continuar su trabajo. Debían reunir al menos, 150000 francos para que el suelo de la biblioteca se convierta en propiedad de CIRA. Para ello han solicitado aportaciones voluntarias desde 150 euros, o sencillamente motivan a comprar la tarjeta de lector (30 euros anuales) y recibir el servicio.

### Otros
Existe también un CIRA en Marsella, fundado en 1965, que originalmente era una sucursal del anteriormente descrito, pero luego se volvió independiente. Hay un CIRA también en Japón.